# Władysława Niemczyk
Władysława Niemczyk lub Fudalewicz-Niemczyk (ur. 29 września 1923 w Nowym Targu, zm. 17 lutego 2019) – polska biolog, profesor nauk przyrodniczych.

## Życiorys
W 1950 r. ukończyła studia na Uniwersytecie Jagiellońskim. W 1957 r. w krakowskiej Wyższej Szkole Rolniczej obroniła doktorat, a w 1964 habilitowała się na Uniwersytecie Jagiellońskim i została docentem. Od 1965 do 1970 kierowała Katedrą Zoologii, w latach 1966-1969 była prodziekanem, a od 1969 do 1971 dziekanem Wydziału Zootechniki. W latach 1971–1978 prorektorem Akademii Rolniczej w Krakowie. W 1972 na Akademii Rolniczej uzyskała tytuł profesora nadzwyczajnego, a w 1978 zwyczajnego. Była profesorem Wydziału Hodowli i Biologii Zwierząt Uniwersytetu Rolniczego w Krakowie.
Należała do organizatorów Katedry Zoologii i Ekologii, na podstawie której w 1953 powstała samodzielna uczelnia rolnicza
Była członkinią Polskiego Towarzystwa Parazytologicznego oraz recenzentem jednej pracy habilitacyjnej pt. Odpowiedź immunologiczna owiec rasy wrzosówka na naturalne zarażenie nicieniami żołądkowo-jelitowymi opublikowanej 19 czerwca 2000.

## Dorobek naukowy
Prowadziła badania naukowe nad obwodowym systemem nerwowym owadów oraz nad owadami ektopasożytniczymi zwierząt gospodarskich. Opisała typy narządów zmysłów, ich unerwienie i rozmieszczenie na przysadkach ciała owadów z różnych rzędów. Badała wykorzystanie narządów zmysłów przy określaniu homologii przysadek ciała owadów zmienionych przez adaptację, a także do badań związków filogenetycznych. Jest autorką 160 publikacji, w tym 130 oryginalnych prac naukowych oraz jednego podręcznika.

## Odznaczenia
- Odznaka „Zasłużony pracownik rolnictwa”[2]
- Nagroda Ministra Nauki, Szkolnictwa Wyższego i Techniki (czterokrotnie)[2]
- 1956: Srebrny Krzyż Zasługi[1][5]
- 1969: Złoty Krzyż Zasługi[1][5]
- 1973: Krzyż Kawalerski Orderu Odrodzenia Polski[1][5]
- 1975: Medal Komisji Edukacji Narodowej[1][5]